# Giuseppe Nicolini
Giuseppe Nicolini (Plaisance 29 janvier 1762 – Plaisance 18 décembre 1842) est un  compositeur italien. 

## Biographie
Giuseppe Nicolini a reçu les premières leçons de son père Omobono Carletti dit « Nicolini », organiste et maître de chapelle à Plaisance. De 1778 à 1784 il a étudié au conservatoire napolitain de Sant'Onofrio avec comme professeur Giacomo Insanguine et plus tard Domenico Cimarosa. C'est à ce moment qu'il écrit son premier oratorio Daniele nel lago dei leoni. Il a écrit au moins 45 opéras. Ses opéras qui utilisent des formules stéréotypées, ont connu à l'époque un très grand succès. À partir de 1819, il a été nommé maître de chapelle à Plaisance et a surtout écrit de la musique religieuse.

## Œuvres

### Opéras
- La famiglia stravagante (dramma giocoso, 1793, Parme)
- La clemenza di Tito (opera seria, livret de Pietro Metastasio, 1797, Livourne)
- I due fratelli ridicoli (Li fratelli ridicoli) (dramma giocoso, livret de Filippo Livigni, 1798, Rome)
- Il trionfo del bel sesso (dramma giocoso, livret de Giovanni Bertati, 1799)
- I baccanali di Roma (1801, Milan)
- Fedra ossia il Ritorno di Teseo (1803)
- Il geloso innamorato (farsa, livret de Giambattista Lorenzi, 1804, Naples)
- Traiano in Dacia (opera seria, livret de Michelangelo Prunetti, 1807, Rome)
- Le due gemelle (farsa, 1808, Rome)
- Coriolano ossia L'assedio di Roma (opera seria, livret de Luigi Romanelli, 1808, Milan)
- Angelica e Medoro ossia L'Orlando (opera seria, livret de Gaetano Sertor d'après Pietro Metastasio, 1810, Turin)
- Abradate e Dircea (opera seria, livret de Luigi Romanelli, 1811, Milan)
- Quinto Fabio (Quinto Fabio Rutililiano) (opera seria, livret de Giuseppe Rossi, 1811, Vienne)
- La casa dell'astrologo (dramma giocoso, livret de Luigi Romanelli, 1811, Milan)
- Le nozze dei Morlacchi (I Morlacchi) (opera seria, 1811, Vienne)
- La feudataria ossia Il podestà ridicolo (dramma giocoso, 1812, Plaisance)
- Carlo Magno (opera seria, livret de Antonio Peracchi, 1813, Plaisance)
- L'eroe di Lancastro (opera seria, livret de Giuseppe Rossi, 1821, Turin)
- Aspasia e Agide (opera seria, livret de Luigi Romanelli, 1824, Milan)

### Autres
- 7 oratorios, dont 
  - Daniele nel lago dei leoni (Naples 1781)
  - La passione di Gesù Cristo (Naples 1799)
- 13 cantates
- 40 messes
- 2 Requiem
- 100 pièces sacrées mineures
- 6 Litanies
- Magnificat
- 2 Tantum ergo
- Te Deum
- 2 De profundis
- Aria
- symphonie
- sonate pour clavier
- quintettes
- variations
- Concerto pour violon en ré majeur
- Concerto pour violon en si bémol majeur